# جونینیو (بازیکن فوتبال، زاده ۱۹۹۰)
جونینیو (انگلیسی: Juninho؛ زادهٔ ۱۱ دسامبر ۱۹۹۰) بازیکن فوتبال اهل برزیل است.
وی همچنین در تیم ملی فوتبال هنگ کنگ بازی کرده‌است.